# Chris Müller (Unternehmer)

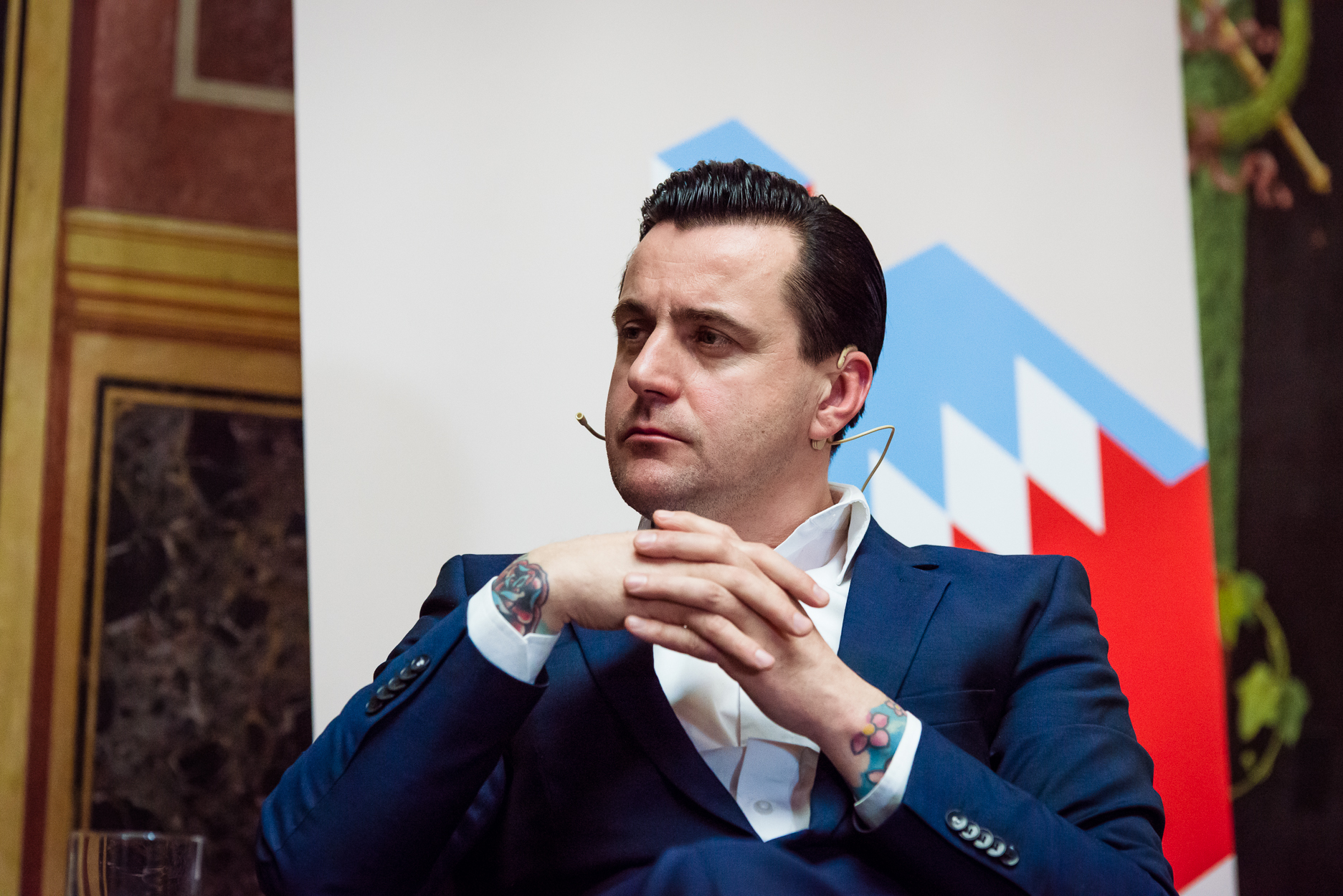
Chris Müller (2013)

Chris Müller (* 1973 in Gmunden) ist ein österreichischer Künstler und Unternehmer. Von 2013 bis 2023 war Müller Direktor für Entwicklung, Gestaltung und künstlerische Agenden der Tabakfabrik Linz und trieb mit seinem Team die Transformation des Industriegeländes zu einem Campus für Innovation, Kreativität, Digitalisierung, Bildung, IT und Start-ups voran.

## Leben
Aufgewachsen im Braunkohlerevier Hausruck, absolvierte Müller zunächst eine Lehre zum Tischler und Treppenbauer, verbrachte danach einige Jahre in Berlin, wo er sich mit verschiedensten Jobs durchschlug, und absolvierte nach seiner Rückkehr nach Oberösterreich das Studium für Bildhauerei und Transmedialen Raum an der Kunstuniversität Linz. Danach arbeitete er unter anderem als freischaffender Künstler und Dokumentarfilmer. Gemeinsam mit Georg Schmiedleitner gründete und leitete er das Theater Hausruck, das 2005 den Nestroy-Theaterpreis für die beste Off-Produktion erhielt.
2013 wurde er zum Direktor für Entwicklung, Gestaltung und künstlerische Agenden der Tabakfabrik Linz ernannt.
2016 gründete Müller das Unternehmen CMb.Industries, das sich auf die städtebauliche und soziokulturelle Entwicklung urbaner Areale, Brachen und Leerstände spezialisiert. Gemeinsam mit Wolf D. Prix, dem Design Principal von Coop Himmelb(l)au, startete er 2017 das Projekt ATMOS, ein Resort für an Mukoviszidose leidende Menschen und ihre Familien.
2018 gründete Chris Müller gemeinsam mit Christoph Steindl das Spin-off ATMOS Aerosol Research, das sich auf das Messen von schädlichen und gesundheitsfördernden Aerosolen in der Luft spezialisiert hat. Im März 2019 wurde ATMOS Aerosol Research in Paris vorgestellt.

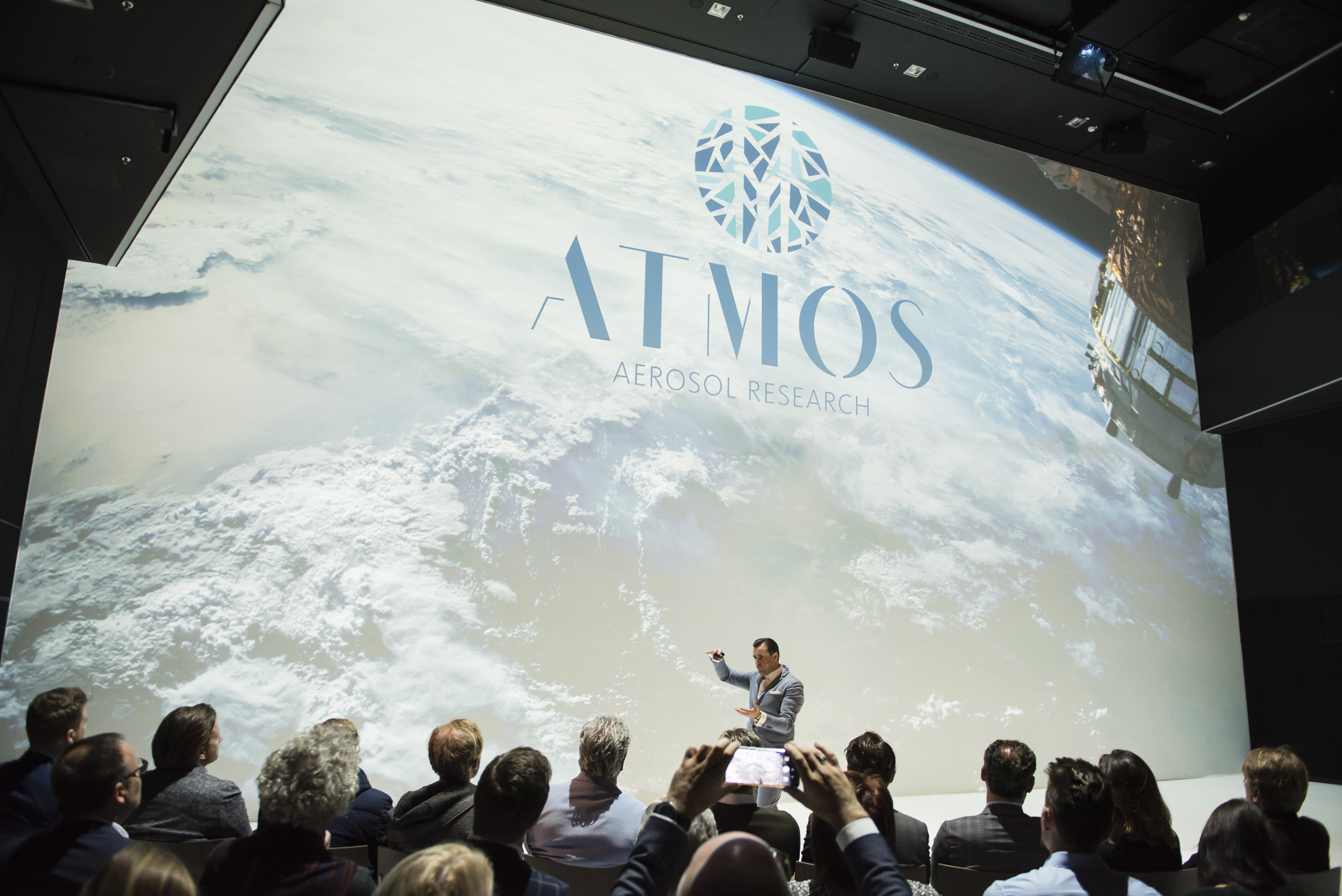
Chris Müller bei einer ATMOS Präsentation im Deep Space des Ars Electronica Centers Linz.

Im November 2022 wurde bekannt, dass Müller seine Tätigkeit bei der Tabakfabrik Linz mit 30. April 2023 beendet.
Mit seinen vielfältigen Erfahrungen berät er heute als CEO der CMb.industries Politik und Wirtschaft mit besonderem Fokus auf Innovationsökologien.
Ende 2023 veröffentlichte Müller sein autobiografisches Buch „Achtet auf die Möwen“, einen „autobiografischen Atlas für Aufbrüchige und Aufmüpfige“.
2024 ging Chris Müller als Gewinner einer europaweiten Ausschreibung zur Neuentwicklung des Otto-Wagner-Areals (vormals Klinik Penzing) im Westen von Wien hervor. Seit Herbst 2024 arbeitet er im Auftrag der Otto Wagner Areal Revitalisierung GmbH an der Transformation des u. a. von Carlo von Boog und Otto Wagner geplanten, denkmalgeschützten Jugendstilensembles in ein Stadtquartier für Bildung, Wissenschaft, Kunst, Forschung und Technologie.
Müller gilt als ein Vorreiter eines „digitalen Humanismus“, war maßgeblich an der Gründung des ersten Oberstufen-Real-Gymnasiums für Digitalen Humanismus in Linz beteiligt und organisierte mit Abt Reinhold Dessl eine dreitägige Expedition in Stift Wilhering mit Menschen unterschiedlicher Profession. Mit diesem Engagement wurden weitere Voraussetzungen geschaffen, um mehr Menschliches in das Digitale zu bringen.
Müller lebt in Linz und Ottnang.

## Belege
1. ↑  Überraschung: Chris Müller verlässt die Linzer Tabakfabrik. Abgerufen am 12. Januar 2024.
2. ↑  Chris Müller, Bildhauer. In: oe1.orf.at. 27. April 2017, abgerufen am 7. April 2023.
3. ↑  Gruppe. In: theaterhausruck.at. Abgerufen am 6. November 2018.
4. ↑  Petra Rathmanner: Es regnete elf Preise. Am Samstag wurden die „Nestroy“-Theaterpreise in einer „Oscar“-ähnlichen Gala im Volkstheater vergeben. In: Wiener Zeitung Online. 29. November 2005, abgerufen am 7. April 2023.
5. ↑  Auszeichnungen. In: theaterhausruck.at. Abgerufen am 6. November 2018.
6. ↑  adeins agentur für strategische werbung, Andreas Razenberger: Nestroy | Preisträger. Abgerufen am 6. November 2018.
7. ↑  Créateur. In: Chris Müller. Abgerufen am 12. Januar 2024 (deutsch).
8. ↑  Kontakt. In: tabakfabrik-linz.at. Abgerufen am 7. April 2023.
9. ↑  Atmos - avantgardistisches Selfness Ressort. In: atmos-resort.com. Abgerufen am 6. November 2018.
10. ↑  Gesundheits-Resort: Vom Luftschloss zur Luftmaschine. In: derStandard.at. Abgerufen am 6. November 2018.
11. ↑  Petra Tempfer: „Der Tod ist ein Schleimer“. In: Wiener Zeitung online. Abgerufen am 7. April 2023.
12. ↑  Atmos: Linzer “Stadt-Up” will mehrere Städte bauen. In: derbrutkasten.com. 3. Dezember 2018, abgerufen am 10. Dezember 2018.
13. ↑  Atemlos: drei der fünf häufigsten Todesursachen betreffen die Lunge. 2. Januar 2019, abgerufen am 25. Januar 2019.
14. ↑  „Stadt der Lüfte“ soll helfen. In: lt1.at. 3. Januar 2019, archiviert vom Original (nicht mehr online verfügbar) am 31. Januar 2019; abgerufen am 25. Januar 2019.  Info: Der Archivlink wurde automatisch eingesetzt und noch nicht geprüft. Bitte prüfe Original- und Archivlink gemäß Anleitung und entferne dann diesen Hinweis.
15. ↑  Der Todfeind meiner Tochter - wie ich den Kampf gegen Mukoviszidose aufgenommen habe. In: huffingtonpost.de. 9. März 2017, abgerufen am 25. Januar 2019.
16. ↑  Website Catalysts, abgerufen am 22. März 2019.
17. ↑  Website ATMOS Aerosol Research, abgerufen am 22. März 2019.
18. ↑  ATMOS Aerosol Research soll ein Hoffnungsort für Lungenkranke werden. In: Guten Tag Österreich. 4. Dezember 2018, abgerufen am 22. März 2019.
19. ↑  Atemlos: drei der fünf häufigsten Todesursachen betreffen die Lunge. In: huffingtonpost.de. 2. Januar 2019, abgerufen am 22. März 2019.
20. ↑  ATMOS Resort: ATMOS Resort & Research. 4. Dezember 2018, abgerufen am 22. März 2019.
21. ↑  Eine Idee erobert von Linz aus die Welt. In: nachrichten.at. Abgerufen am 22. März 2019.
22. ↑  Linzer Startup ATMOS Aerosol Research präsentiert in Paris Innovation der Luftforschung. Archiviert vom Original (nicht mehr online verfügbar) am 22. März 2019; abgerufen am 22. März 2019.  Info: Der Archivlink wurde automatisch eingesetzt und noch nicht geprüft. Bitte prüfe Original- und Archivlink gemäß Anleitung und entferne dann diesen Hinweis.
23. ↑  Überraschung: Chris Müller verlässt die Linzer Tabakfabrik. In: nachrichten.at. 22. November 2022, abgerufen am 7. April 2023.
24. ↑  Standing Ovations bei Premieren-Lesung: Chris Müller präsentiert sein Buchdebut. Abgerufen am 12. Januar 2024.
25. ↑  "Dagegen sieht die Tabakfabrik Linz fast winzig aus". Abgerufen am 18. Dezember 2024.
26. ↑  ROSE | Gymnasium für Digitalen Humanismus. Abgerufen am 12. Januar 2024 (deutsch).
27. ↑  Humanismus Wilhering | Home. Abgerufen am 12. Januar 2024.
28. ↑  Ursula Waselmayr: Expedition für Digitalen Humanismus im Stift Wilhering. Abgerufen am 12. Januar 2024.

| Personendaten    | Personendaten                             |
| ---------------- | ----------------------------------------- |
| NAME             | Müller, Chris                             |
| KURZBESCHREIBUNG | österreichischer Künstler und Unternehmer |
| GEBURTSDATUM     | 1973                                      |
| GEBURTSORT       | Gmunden                                   |